# Cocoa Sugar
Cocoa Sugar  — третий студийный альбом шотландской инди-поп группы Young Fathers, вышедший 9 марта 2018 года на независимом британском лейбле Ninja Tune. Его продюсировали Young Fathers. Для продвижения альбома были выпущены синглы «Lord», «In My View» и «Toy». Cocoa Sugar выиграл награду Scottish Album of the Year Award за 2018 год.

## Отзывы
| Совокупная оценка | Совокупная оценка |
| Источник          | Оценка            |
| ----------------- | ----------------- |
| AnyDecentMusic?   | 8.2/10            |
| Metacritic        | 87/100            |
| Оценки критиков   |                   |
| Источник          | Оценка            |
| AllMusic          | [ 5 ]             |
| The A.V. Club     | B+                |
| The Guardian      | [ 7 ]             |
| The Independent   | [ 8 ]             |
| Mojo              | [ 9 ]             |
| NME               | [ 10 ]            |
| The Observer      | [ 1 ]             |
| Pitchfork         | 7.3/10            |
| Q                 | [ 12 ]            |
| Uncut             | 8/10              |

Альбом получил положительные отзывы музыкальной критики и интернет-изданий. Он получил 87 из 100 баллов на интернет-агрегаторе Metacritic.

### Итоговые списки
| Публикация | Страна | Список                     | Год  | Ранг |
| ---------- | ------ | -------------------------- | ---- | ---- |
| The Skinny | UK     | The 50 Best Albums of 2018 | 2018 | 1    |

## Список композиций
| №                   | Название            | Длительность |
| ------------------- | ------------------- | ------------ |
| 1.                  | «See How»           | 2:01         |
| 2.                  | «Fee Fi»            | 2:41         |
| 3.                  | «In My View»        | 3:15         |
| 4.                  | «Turn»              | 3:36         |
| 5.                  | «Lord»              | 3:34         |
| 6.                  | «Tremolo»           | 3:08         |
| 7.                  | «Wow»               | 4:00         |
| 8.                  | «Border Girl»       | 4:01         |
| 9.                  | «Holy Ghost»        | 2:32         |
| 10.                 | «Wire»              | 1:40         |
| 11.                 | «Toy»               | 3:13         |
| 12.                 | «Picking You»       | 3:04         |
| Общая длительность: | Общая длительность: | 36:45        |

| №   | Название                   | Длительность |
| --- | -------------------------- | ------------ |
| 13. | «Just a Kid»               | 3:01         |
| 14. | «Out of My Mind Sometimes» | 2:04         |

## Чарты
| Чарт (2018)                                  | Высшая позиция |
| -------------------------------------------- | -------------- |
| Бельгия/Фландрия (Ultratop)                  | 37             |
| Великобритания (UK Albums Chart)             | 28             |
| Великобритания (UK Independent Albums Chart) | 4              |
| Великобритания (UK R&B Albums Chart)         | 1              |
| Бельгия/Валлония (Ultratop)                  | 173            |